# Pablo (football, 1991)
Pour les articles homonymes, voir Pablo.
Pablo  Castro dit Pablo (né le 21 juin 1991 à São Luís (Maranhão)) est un footballeur international brésilien qui évolue actuellement au poste de défenseur central au CR Flamengo.

## Biographie
Il participe à un match en Copa Sudamericana avec l'AA Ponte Preta et également à un match en Ligue Europa avec les Girondins de Bordeaux.
Il inscrit son premier but en Ligue 1 le 26 septembre 2015, lors d'une victoire des Girondins contre l'Olympique lyonnais (3-1).
Il devient Champion du Brésil, lors de la saison 2017 avec les Corinthians et il est élu meilleur défenseur du championnat.

### Botafogo
Le 2 février 2024, il a été annoncé comme nouveau renfort pour Botafogo jusqu'à fin 2024. Dès son arrivée à Botafogo, Pablo a ressenti une douleur à la cuisse et est depuis absent de l'équipe. Le défenseur n'a même pas encore été répertorié par Alvinegro.
Le 17 avril 2024, deux mois après avoir été signé par Botafogo, Pablo a finalement été annoncé par le club lors d'une conférence de presse au stade Nilton Santos.
Le 21 avril, Pablo a finalement fait ses débuts avec Botafogo lors de la défaite 5-1 contre la Juventude, au stade Nilton Santos, au troisième tour du Championnat brésilien. Le défenseur, cependant, a de nouveau touché sa cuisse et a quitté le match. Pablo n'a passé que 20 minutes sur le terrain.

## Statistiques
| Saison                | Club                  | Championnat           | Championnat | Championnat | Coupe nationale | Coupe nationale | Coupe de la Ligue | Coupe de la Ligue | Supercoupe | Supercoupe | Compétition(s) continentale(s) | Compétition(s) continentale(s) | Compétition(s) continentale(s) | Brésil | Brésil | Total | Total |
| Saison                | Club                  | Division              | M.          | B.          | M.              | B.              | M.                | B.                | M.         | B.         | Comp.                          | M.                             | B.                             | M.     | B.     | M.    | B.    |
| 2010                  | Ceará SC              | Série A               | 3           | 0           | -               | -               | -                 | -                 | -          | -          | -                              | -                              | -                              | -      | -      | 3     | 0     |
| 2011                  | Ceará SC              | Série A               | -           | -           | -               | -               | -                 | -                 | -          | -          | -                              | -                              | -                              | -      | -      | 0     | 0     |
| Sous-total            | Sous-total            | Sous-total            | 3           | 0           | -               | -               | -                 | -                 | -          | -          | -                              | -                              | -                              | -      | -      | 3     | 0     |
| 2012                  | Grêmio                | Série A               | -           | -           | -               | -               | 1                 | 0                 | -          | -          | -                              | -                              | -                              | -      | -      | 1     | 0     |
| Sous-total            | Sous-total            | Sous-total            | -           | -           | -               | -               | 1                 | 0                 | -          | -          | -                              | -                              | -                              | -      | -      | 1     | 0     |
| 2013                  | Avaí FC               | Série B               | 3           | 1           | 4               | 0               | 3                 | 0                 | -          | -          | -                              | -                              | -                              | -      | -      | 10    | 1     |
| 2014                  | Avaí FC               | Série B               | 32          | 4           | 5               | 0               | 8                 | 0                 | -          | -          | -                              | -                              | -                              | -      | -      | 45    | 4     |
| Sous-total            | Sous-total            | Sous-total            | 35          | 5           | 9               | 0               | 11                | 0                 | -          | -          | -                              | -                              | -                              | -      | -      | 55    | 5     |
| 2015                  | Ponte Preta           | Série A               | 18          | 1           | 3               | 0               | 14                | 0                 | -          | -          | CS                             | 1                              | 0                              | -      | -      | 36    | 1     |
| Sous-total            | Sous-total            | Sous-total            | 18          | 1           | 3               | 0               | 14                | 0                 | -          | -          | -                              | 1                              | 0                              | -      | -      | 36    | 1     |
| 2015-2016             | Girondins de Bordeaux | Ligue 1               | 16          | 1           | 1               | 0               | -                 | -                 | -          | -          | C3                             | 1                              | 0                              | -      | -      | 18    | 1     |
| 2016-2016             | Girondins de Bordeaux | Ligue 1               | -           | -           | -               | -               | -                 | -                 | -          | -          | -                              | -                              | -                              | -      | -      | 0     | 0     |
| Sous-total            | Sous-total            | Sous-total            | 16          | 1           | 1               | 0               | -                 | -                 | -          | -          | -                              | 1                              | 0                              | -      | -      | 18    | 1     |
| 2017                  | SC Corinthians (prêt) | Série A               | 24          | 0           | 6               | 0               | 16                | 2                 | -          | -          | CS                             | 4                              | 0                              | -      | -      | 50    | 2     |
| Sous-total            | Sous-total            | Sous-total            | 24          | 0           | 6               | 0               | 16                | 2                 | -          | -          | -                              | 4                              | 0                              | -      | -      | 50    | 2     |
| 2017-2018             | Girondins de Bordeaux | Ligue 1               | 15          | 0           | -               | -               | -                 | -                 | -          | -          | -                              | -                              | -                              | -      | -      | 15    | 0     |
| 2018-2019             | Girondins de Bordeaux | Ligue 1               | 25          | 1           | -               | -               | 2                 | 0                 | -          | -          | C3                             | 12                             | 0                              | 2      | 0      | 41    | 1     |
| 2019-2020             | Girondins de Bordeaux | Ligue 1               | 25          | 4           | 1               | 0               | 2                 | 0                 | -          | -          | -                              | -                              | -                              | -      | -      | 28    | 4     |
| 2020-2021             | Girondins de Bordeaux | Ligue 1               | 13          | 1           | -               | -               | -                 | -                 | -          | -          | -                              | -                              | -                              | -      | -      | 13    | 1     |
| Sous-total            | Sous-total            | Sous-total            | 78          | 6           | 1               | 0               | 4                 | 0                 | -          | -          | -                              | 12                             | 0                              | 2      | 0      | 97    | 6     |
| 2020-2021             | Lokomotiv Moscou      | Premier Liga          | 10          | 0           | 4               | 1               | -                 | -                 | -          | -          | -                              | -                              | -                              | -      | -      | 14    | 1     |
| 2021-2022             | Lokomotiv Moscou      | Premier Liga          | 13          | 1           | -               | -               | -                 | -                 | 1          | 0          | C3                             | 3                              | 0                              | -      | -      | 17    | 1     |
| Total sur la carrière | Total sur la carrière | Total sur la carrière | 197         | 14          | 24              | 1               | 46                | 2                 | 1          | 0          | -                              | 21                             | 0                              | 2      | 0      | 291   | 17    |

## Palmarès
Corinthians
- Champion du Brésil en 2017.

 Lokomotiv Moscou
- Vainqueur de la Coupe de Russie en 2021.

 Botafogo FR
- Champion du Brésil en 2024.